# Masuda Iwao

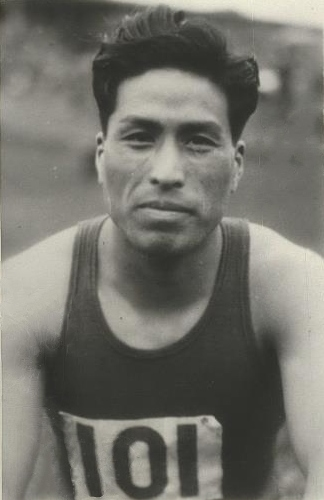
Masuda Iwao, 1932

Masuda Iwao (jap. 増田 礒; * 25. Dezember 1914 in der Präfektur Shizuoka; Todesdatum unbekannt) war ein japanischer Sprinter, der sich auf den 400-Meter-Lauf spezialisiert hatte.
Bei den Olympischen Spielen 1932 in Los Angeles wurde er Fünfter in der 4-mal-400-Meter-Staffel und erreichte über 400 m das Viertelfinale.
1932 wurde er Japanischer Meister. Seine persönliche Bestzeit von 50,0 s stellte er 1932 auf.